# Vougy (Loire)
Vougy is een gemeente in het Franse departement Loire (regio Auvergne-Rhône-Alpes). De plaats maakt deel uit van het arrondissement Roanne. Vougy telde op 1 januari 2022 1.523 inwoners.

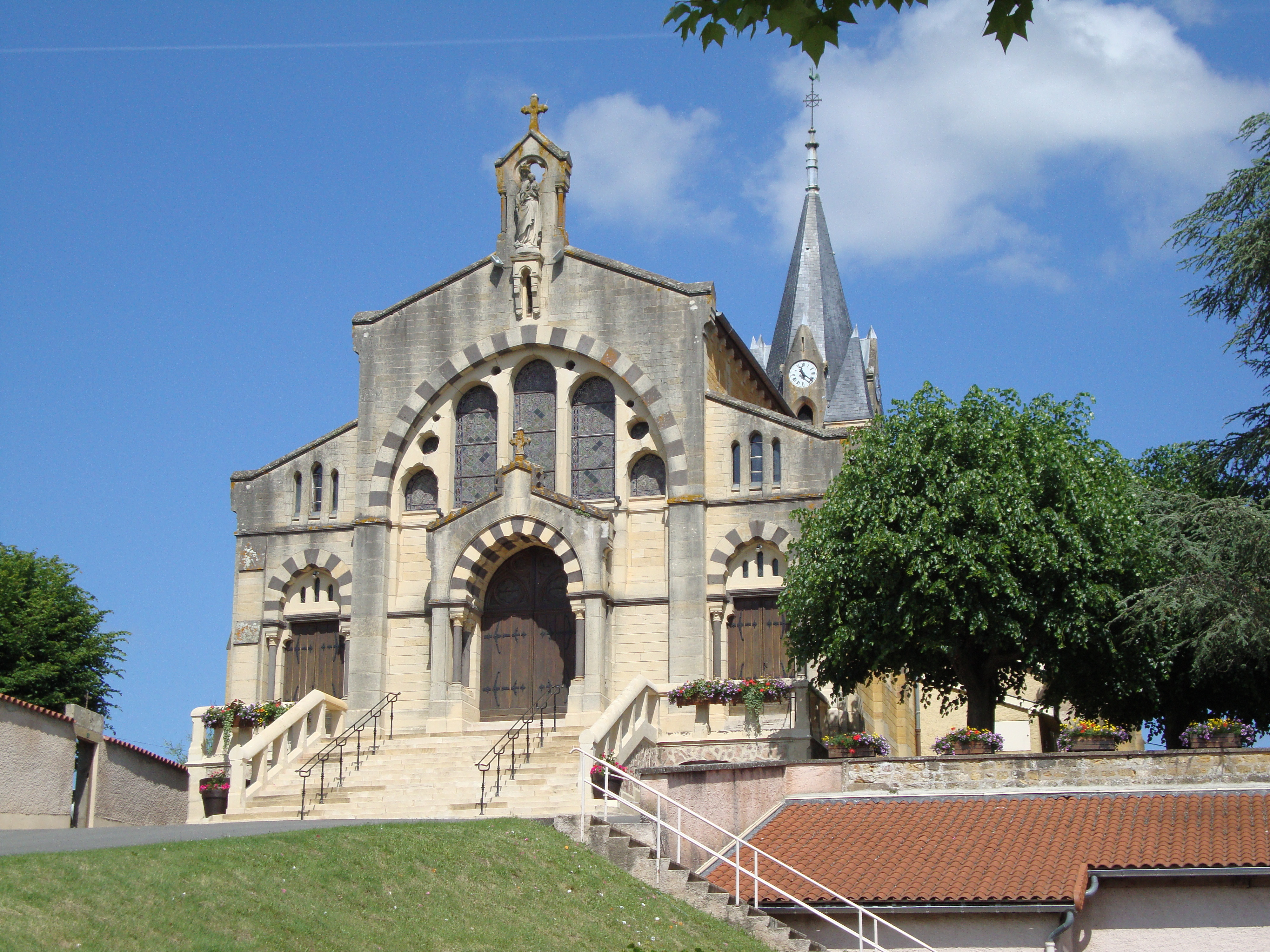
Kerk van Vougy
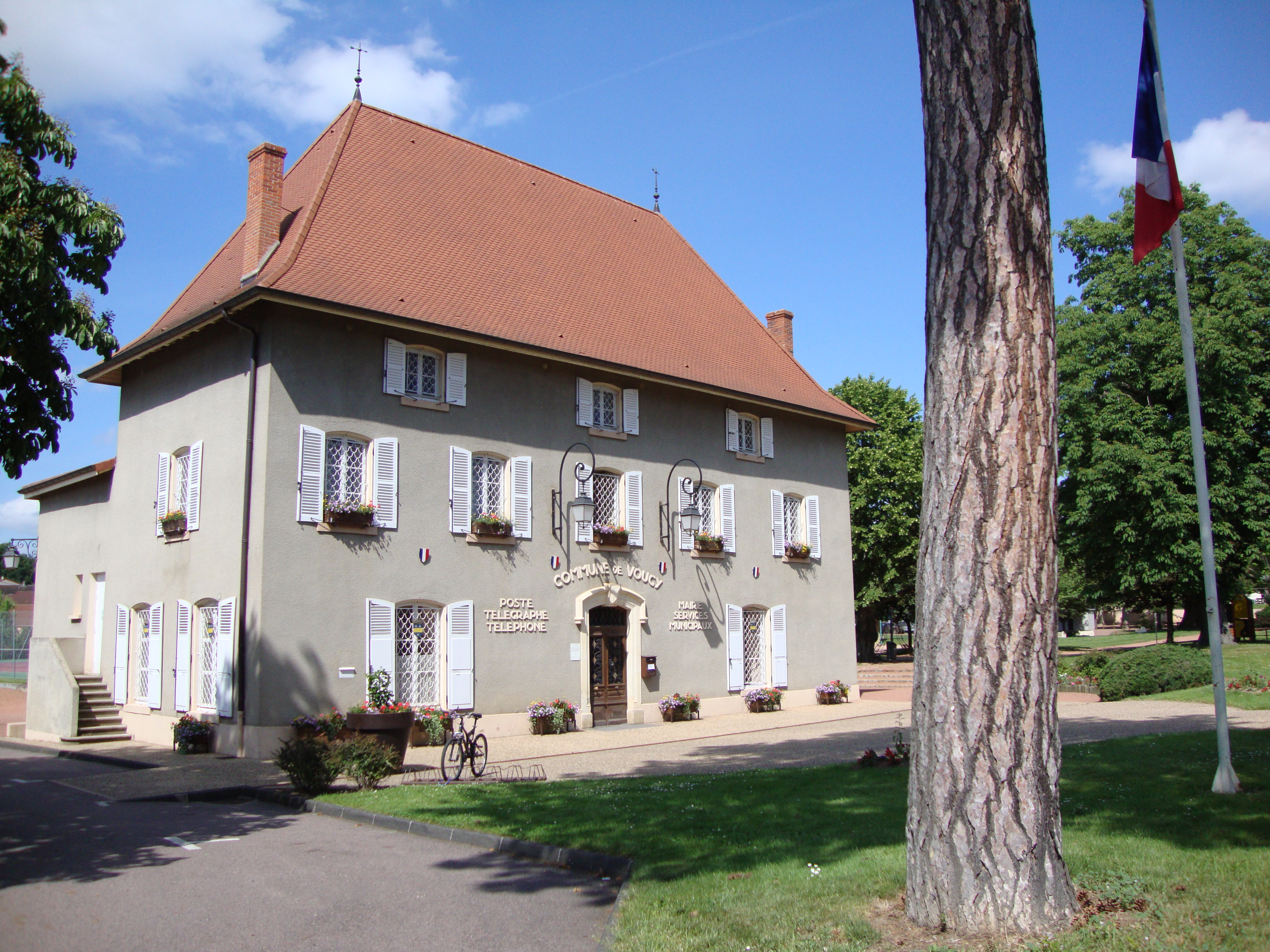
Gemeentehuis

## Geografie
De oppervlakte van Vougy bedroeg op 1 januari 2022 20,9 vierkante kilometer; de bevolkingsdichtheid was toen 72,9 inwoners per km².

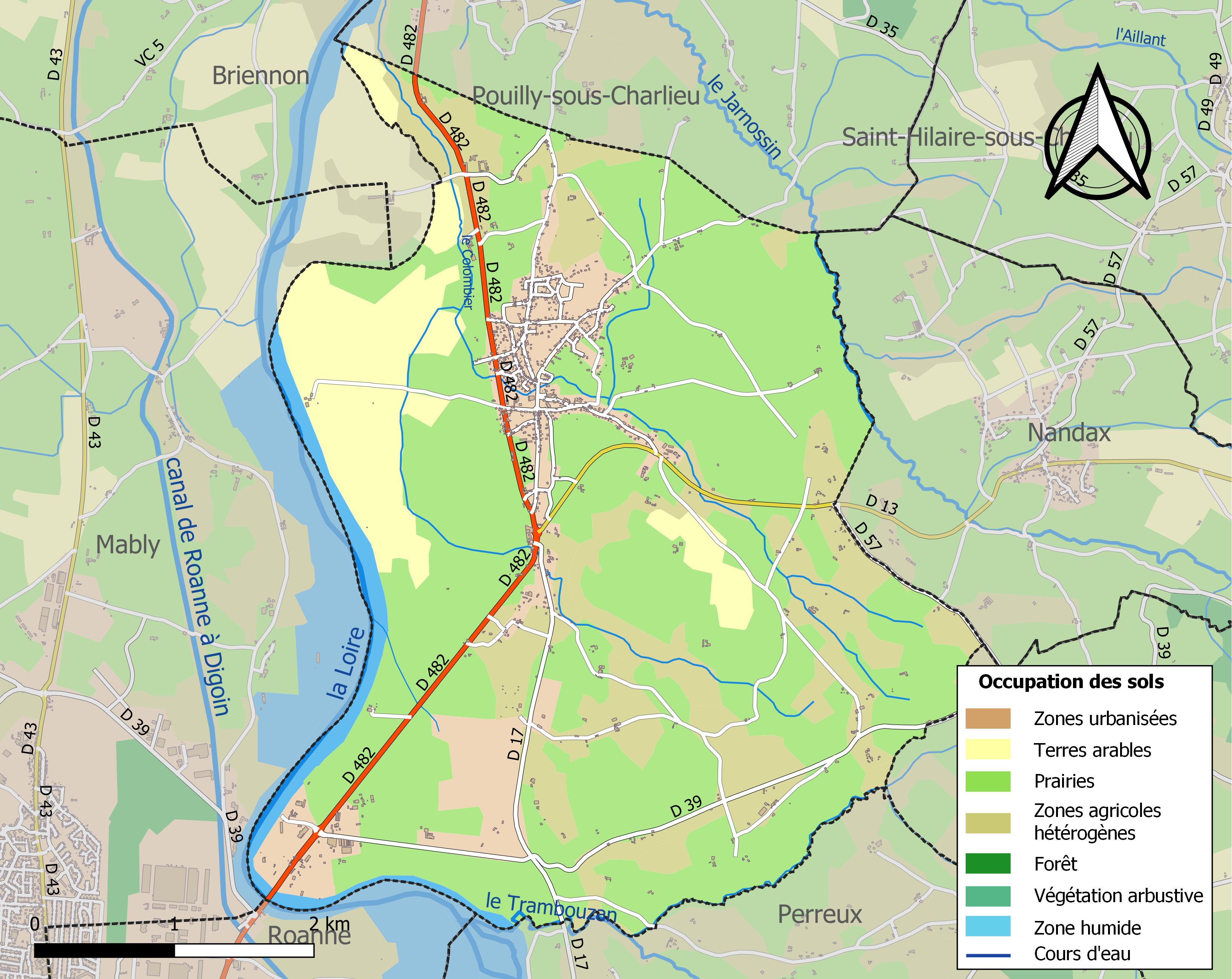
Kaart van de gemeente met de belangrijkste infrastructuur, bodemgebruik en omliggende gemeenten

## Demografie
Onderstaande figuur toont het verloop van het inwonertal (bron: INSEE-tellingen).